# ペトル=ダグラス=ノイマンの定理
幾何学において、ペトル–ダグラス–ノイマンの定理（ペトル–ダグラス–ノイマンのていり、英語: Petr–Douglas–Neumann theorem,PDN-theorem）は、平面上の任意の多角形と正多角形に関する定理である。1905年と1908年、プラハとドイツにおけるカレル・ペトルの出版による発表が初出であり、その後、それぞれ1940年と1941年にジェス・ダグラスとベルンハルト・ノイマンによって、独自に再発見された。命名はStephen B Grayによる。ペトル=ダグラス=ノイマンの定理は、ダグラスの定理（Douglas's theorem）、ダグラス–ノイマンの定理（Douglas–Neumann theorem）、ナポレオン–ダグラス–ノイマンの定理（Napoleon–Douglas–Neumann theorem）、ペトルの定理（Petr's theorem）、PDN定理（PDN-theorem）などとも呼ばれる。
ペトル=ダグラス=ノイマンの定理はナポレオンの定理、ヴァン・オーベルの定理の一般化となっている。

## 内容
ペトル=ダグラス=ノイマンの定理の主張は以下のとおりである。
頂角が2kπ/nで（kは1 ≤ k ≤ n - 2を満たす整数）底辺をn角形A0のそれぞれの辺とする二等辺三角形を作る。これら二等辺三角形の頂点から成るn角形A1に対しても同様に頂角が2mπ/nである（mは1 ≤ m ≤ n - 2,m ≠kを満たす整数）二等辺三角形を作る。このような過程をn−2回くり返してn角形A0, A1, A2 ,..., An-2を作成する。 ただし、n−2回の間に、1 ≤ k ≤ n - 2を満たす、すべての整数kが（順序は無関係に）用いられるとする。このときA0, A1, A2 ,..., An-2の幾何中心はすべて一致し、さらにAn-2は正n角形となる。

## 三角形の場合

n = 3とすることで、1 ≤ k ≤ n - 2を満たす整数は1のみである。つまり任意の三角形のそれぞれの辺上に頂角120°の二等辺三角形を作ったとき、それら頂点からなる三角形であるナポレオンの三角形と呼ばれる正三角形の中心が、元の三角形の重心と一致する。これはナポレオンの定理である。

## 四角形の場合
四角形の場合、n = 4なのでkは1,2である。したがって二等辺三角形の頂角は以下のようになる。
{\displaystyle {\frac {(2\times 1\times \pi )}{4}}={\frac {\pi }{2}}=90^{\circ }\quad (k=1)}
{\displaystyle {\frac {(2\times 2\times \pi )}{4}}=\pi =180^{\circ }\quad (k=2)}
ペトル=ダグラス=ノイマンの定理によれば四角形A2は正方形である。k = 1, 2の順序によって、二つの方法でA2を作成できる。ただし頂角πの二等辺三角形の頂点は底辺の中点とする。

### A1をπ/2、A2をπとした場合の作図
A1を、頂角π /2かつ、四角形A0の辺を底辺とする二等辺三角形の頂点が成す四角形とする。A2はA1の辺の中点が成す四角形で、正方形となる。
A1の頂点はA0のそれぞれ辺を一辺とする正方形の中心である。また、A2はA1のヴァリニョンの平行四辺形であり、その同値条件からA1は対角線の長さが等しい且つ直交する四角形であることが分かる。すなわちこれは、ヴァン・オーベルの定理である。

### A1をπ、A2をπ/2とした場合の作図
A1は四角形A0のヴァリニョンの平行四辺形である。ペトル=ダグラス=ノイマンの定理よりA2をA1のそれぞれの辺を底辺とする、頂角π /2の三角形の頂点が成す四角形は正方形である。すなわちこれは、テボーの問題Iである。

### 四角形におけるペトル=ダグラス=ノイマンの定理の画像
|                                                           |                                                           |
| A0=ABCD,A1=EFGH,A2=PQRS。 A1, A2の頂角はそれぞれπ /2, π。 | A0=ABCD,A1=EFGH,A2=PQRS。 A1, A2の頂角はそれぞれπ, π /2。 |

|                                                            |                                                            |
| A0が自己交叉し、 A1, A2の頂角がそれぞれπ /2, πである場合。 | A0が自己交叉し、 A1, A2の頂角がそれぞれπ, π /2である場合。 |

|                                                              |
| ヴァン・オーベルの定理とペトル=ダグラス=ノイマンの定理の図解 |

## 五角形の場合

A0をABCDEとする。A1 (=FGHIJ)が72°、 A_{2} (= KLMNO)が144°、A3 (=PQRST)が216°の頂角から成る場合のペトル=ダグラス=ノイマンの定理

五角形においては、n = 5よりk = 1, 2, 3で二等辺三角形の頂角は以下のようになる。
{\displaystyle {\frac {(2\times 1\times \pi )}{5}}={\frac {2\pi }{5}}=72^{\circ }\quad (k=1)}
{\displaystyle {\frac {(2\times 2\times \pi )}{5}}={\frac {4\pi }{5}}=144^{\circ }\quad (k=2)}
{\displaystyle {\frac {(2\times 3\times \pi )}{5}}={\frac {6\pi }{5}}=216^{\circ }\quad (k=3)}
ペトル=ダグラス=ノイマンの定理によれば、 A3は正五角形である。3つの角の順序によって下の表の様に6つの正五角形ができる。
| 数 | A1の頂角 | A2の頂角 | A3の頂角 |
| -- | -------- | -------- | -------- |
| 1  | 72°      | 144°     | 216°     |
| 2  | 72°      | 216°     | 144°     |
| 3  | 144°     | 72°      | 216°     |
| 4  | 144°     | 216°     | 72°      |
| 5  | 216°     | 72°      | 144°     |
| 6  | 216°     | 144°     | 72°      |

## 定理の証明
この定理の証明はn角形の頂点を複素数で表すことから始まる。 複素n次元空間の列ベクトルでn角形Aを以下の様に表す。
{\displaystyle A={\begin{pmatrix}a_{1}\\a_{2}\\\vdots \\a_{n}\end{pmatrix}}}
多角形BをAのそれぞれの辺を底辺とする頂角θの二等辺三角形の頂点の成すn角形として、以下の様に置く。
{\displaystyle B={\begin{pmatrix}b_{1}\\b_{2}\\\vdots \\b_{n}\end{pmatrix}}}
ここでiを虚数単位、eをネイピア数として、α=eiθとおくと
{\displaystyle \alpha (a_{r}-b_{r})=a_{r+1}-b_{r}}
が成り立つので
{\displaystyle b_{r}=(1-\alpha )^{-1}(a_{r+1}-\alpha a_{r})}
を得る。arをar+1に変換する行列、線型作用素をS :Cn → Cnとする（an+1=a1とする）。またIをn×nの単位行列としてBを以下のように表せる。
{\displaystyle B=(1-\alpha )^{-1}(S-\alpha I)A}
つまりj番目の過程で得られる多角形Aj+1がAjと以下の関係にあることを意味する。
{\displaystyle A_{j+1}=(1-\omega ^{\sigma _{j}})^{-1}(S-\omega ^{\sigma _{j}}I)A_{j}\quad \ldots (1)}
ここでω=exp(2iπ/n)は1の原始n乗根で、σjは整数列(1,2,...,n-2)の j番目の項である。
下記のように、A0からすべての作用素を掛け合わせたものは、行列S- ωj I が巡回行列であるため、積は順列σの順序に依らない。
{\displaystyle \prod _{j=1}^{n-2}(1-\omega ^{j})^{-1}(S-\omega ^{j}I)}

多角形P=(p1 ,p2 , ..., pn)が正多角形であることを示すには、Pの辺が隣の辺をπ(n - 2)/nで回転したものであること、つまり
{\displaystyle p_{r+1}-p_{r}=\omega (p_{r+2}-p_{r+1})}
を示さなければならない。
この条件は以下の様にまとめられる。
{\displaystyle (S-I)(I-\omega S)P=0}または、{\displaystyle (S-I)(S-\omega ^{n-1}I)P=0\quad (\because \omega ^{n}=1)}
An-2が正多角形であることは、次のような計算を施すことで示すことができる。
{\displaystyle (S-I)(S-\omega ^{n-1}I)A_{n-2}}
{\displaystyle =(S-I)(S-\omega ^{n-1}I)(1-\omega )^{-1}(S-\omega I)(1-\omega ^{2})^{-1}(S-\omega ^{2}I)\ldots (1-\omega ^{n-2})^{-1}(S-\omega ^{n-2}I)A_{0}}
{\displaystyle =\prod _{j=1}^{n-2}{\Bigl (}(1-\omega ^{j})^{-1}{\Bigr )}\cdot \prod _{j=0}^{n-1}{\Bigl (}(S-\omega ^{j}I){\Bigr )}\cdot A_{0}}
{\displaystyle =\prod _{j=1}^{n-2}{\Bigl (}(1-\omega ^{j})^{-1}{\Bigr )}\cdot (S^{n}-I)A_{0}}
{\displaystyle =0\quad (\because S^{n}=I)}
幾何中心cAが一致する事を示すには、すべての頂点の相加平均を求めればよい。Aをn個の成分をもつベクトルとして、幾何中心を複素内積によって表すことを考えると、E:=(1/n) (1, 1, ..., 1)として
{\displaystyle c_{A}=EA}
である。式(1)の両辺にEをかけると、
{\displaystyle c_{A_{j+1}}=EA_{j+1}=(1-\omega ^{\sigma _{j}})^{-1}E(S-\omega ^{\sigma _{j}}I)A_{j}=(1-\omega ^{\sigma _{j}})^{-1}(1-\omega ^{\sigma _{j}})EA_{j}=EA_{j}=c_{A_{j}}}
を得る。したがってすべての幾何中心は一致する。